# Here (film, 2024)
Pour les articles homonymes, voir Here.
Pour plus de détails, voir Fiche technique et Distribution.
Here (sous-titré Les Plus Belles Années de notre vie en France), ou Ici au Québec, est un drame américain co-écrit et réalisé par Robert Zemeckis, sorti en 2024.
Le film raconte l'histoire de plusieurs familles à travers le temps, montrées depuis un unique point de vue, situé principalement dans le salon d'une maison d'époque du New Jersey, l'unité de lieu étant ainsi invariable. Les évènements sont racontés selon une narration non-linéaire et, comme dans la bande dessinée dont le film est adapté, un ou plusieurs cadres blancs peuvent apparaître à l'image pour montrer une portion de celle-ci dans une autre époque, comme une ou plusieurs fenêtres ouvertes sur le passé et/ou l'avenir.
Il s'agit d'une adaptation de la bande dessinée du même nom de Richard McGuire.
Le film est présenté en avant-première à l'AFI Fest.

## Synopsis
Les événements de l'histoire sont ici racontés dans l'ordre chronologique.
Des dinosaures parcourent une région avant d’être anéantis lors de l’extinction Crétacé-Paléogène. Une ère glaciaire s’installe, puis cède la place à un paysage verdoyant. Bien plus tard, les Lenapes occupent ce territoire. L’histoire suit un homme et une femme de ce peuple : leur rencontre, la fondation de leur famile et la mort de la femme. Après l’enterrement, l’homme aperçoit un colibri, animal apparaissant régulièrement au cours du récit.
Plusieurs millénaires plus tard, le terrain devient propriété de William Franklin, fils de Benjamin Franklin et dernier gouverneur colonial du New Jersey jusqu’en 1776. Vers 1900, la maison où se trouve l'unique point de vue du récit y est construite, en face de la résidence historique. Ses premiers occupants, John et Pauline Harter, y vivent jusqu’à la mort de John de la grippe espagnole.
Dans les années 1940, un couple bohème, Lee — inventeur du fauteuil inclinable La-Z-Boy — et Stella Beekman, mannequin pin-up, y réside avant de partir en Californie.
En 1945, la famille Young achète la maison. Al et Rose y élèvent trois enfants : Richard, Elizabeth et Jimmy. À 18 ans, Richard met enceinte sa compagne Margaret ; ils se marient et élèvent leur fille Vanessa dans la maison des parents de Richard, les taux d'impôts nouvellement mis en place par Lyndon B. Johnson freinant leur projet d'avoir leur propre maison, au grand dam de Margaret. Dans les années 1970, Rose est victime d’un AVC, et le vieux couple s’installe en Floride. Al cède la maison à Richard et Margaret.
Au début des années 2000, après le décès de Rose, Al revient y vivre. Richard et Margaret divorcent après trente ans de mariage, mais restent proches. Après la mort d’Al, Richard vend la maison.
Dans les années 2010, Devon et Helen Harris, avec leur fils Justin, deviennent propriétaires. Helen est bouleversée par le décès de leur gouvernante Raquel du COVID-19, et le couple revend la maison.
En 2024, Richard, désormais âgé, ramène Margaret, atteinte de démence, dans la maison vide pour tenter de lui rappeler leurs souvenirs communs. Le souvenir d’un ruban bleu perdu par leur fille Vanessa réveille finalement en Margaret des souvenirs heureux. La caméra, jusqu’alors fixe, fait alors demi-tour autour des deux protagonistes avant de reculer pour montrer l’extérieur de la maison depuis le toit du manoir de William Franklin. Un colibri réapparaît alors une dernière fois.

## Fiche technique
Sauf indication contraire, les informations mentionnées dans cette section peuvent être confirmées par la base de données cinématographiques IMDb,  présente dans la section « Liens externes ».
- Titre original : Here
- Titre français : Here : Les Plus Belles Années de notre vie
- Titre québécois : Ici
- Réalisation : Robert Zemeckis
- Scénario : Eric Roth et Robert Zemeckis, d'après la bande dessinée Ici de Richard McGuire
- Musique : Alan Silvestri
- Direction artistique : Olivia Muggleton
- Décors : Ashley Lamont
- Costumes : Joanna Johnston
- Photographie : Don Burgess
- Montage : Jesse Goldsmith
- Production : Bill Block, Tom Hanks, Jack Rapke et Robert Zemeckis
- Sociétés de production : Miramax et ImageMovers
- Sociétés de distribution : TriStar Pictures (États-Unis), VVS Films (Canada), SND (France)
- Budget : 50 000 000 $[1]
- Pays de production :  États-Unis
- Langue originale : anglais
- Format : couleur - 2.00:1
- Genre : drame
- Durée : 104 minutes
- Dates de sortie[2] :
  - États-Unis : 25 octobre 2024 (AFI Fest) ; 1er novembre 2024 (sortie nationale)
  - Canada : 1er novembre 2024
  - France : 6 novembre 2024[3]
  - Belgique : 27 novembre 2024
- Classification[4] :
  - États-Unis : PG-13

## Distribution
- Tom Hanks (VF : Jean-Philippe Puymartin) : Richard « Ricky » Young
  - Callum Macreadie : Richard, adolescent
- Robin Wright (VF : Martine Irzenski)  : Margaret Young
- Paul Bettany (VF : Jérôme Pauwels) : Al Young, le père de Richard
- Kelly Reilly (VF : Adeline Moreau)  : Rose Young, la mère de Richard
- Michelle Dockery (VF : Ingrid Donnadieu)  : Pauline Harter
- Gwilym Lee (VF : Jérémy Prévost)  : John Harter
- Ophelia Lovibond (VF : Caroline Victoria) : Stella Beekman
- David Fynn (en) (VF : Christophe Lemoine)  : Leo, le compagnon de Stella
- Leslie Zemeckis : Elizabeth Franklin
  - Lauren McQueen (en) : Elizabeth, jeune
  - Beau Gadsdon (en) : Elizabeth, adolescente
- Jonathan Aris : Earl Higgins
- Keith Bartlett : Benjamin Franklin
- Daniel Betts : William Franklin (en)
- Harry Marcus (VF : Clément Moreau) : Jimmy 
  - Albie Salter : Jimmy, enfant
- Lilly Aspell (en) : Bethany
- Nicholas Pinnock (VF : Eilias Changuel)  : Devon Harris
- Nikki Amuka-Bird : Helen Harris
- Cache Vanderpuye : Justin Harris, le fils de Devon et Helen
- Anya Marco Harris : Raquel, la femme de ménage des Harris
- Zsa Zsa Zemeckis : Vanessa Young, la fille de Richard et Margaret
  - Faith Delaney : Vanessa, enfant
- Joel Oulette (en) : l'Amérindien
- Dannie McCallum : l'Amérindienne
- Angus Wright : Oilbert Moore, le conseiller conjugal
- Tony Way (en) : Ted
- Jemima Rooper : Virginia
- Mohammed George (en) : le conducteur de calèche
- Denise Faye : l'agente immobilière des années 2000
- Stuart Bowman : un homme d'affaires
- Dexter Sol Ansell (en) : le petit garçon en robe

 Source et légende : version française (VF) sur RS Doublage

## Production

### Genèse et développement
Une adaptation de Ici (Here, 1989) de Richard McGuire est annoncée en février 2022. Le film est produit par les sociétés Playtone et ImageMovers. Eric Roth signe le scénario alors que le film sera réalisé par Robert Zemeckis avec Tom Hanks en tête d'affiche. En mai 2022, alors que le projet est présenté au marché du film de Cannes, Robin Wright est annoncée alors que Miramax rejoint la production et qu'il est précisé que Sony Pictures Classics distribuera le film. Paul Bettany et Kelly Reilly rejoignent la distribution en septembre 2022,.
En avril 2023, Michelle Dockery est annoncée. La présence Leslie Zemeckis est également confirmée.

### Tournage
Le tournage débute en février 2023 à Londres. L'équipe utilise une technologie appelée Metaphysic Live, basée sur l'Intelligence artificielle, pour rajeunir les acteurs en temps réel sur le plateau. En septembre 2023, les premières projections test ont lieu.

## Sortie

### Dates de sortie
Here est présenté en avant-première au Grauman's Chinese Theatre lors de l'AFI Fest le 25 octobre 2024, le lendemain de la remise d'un prix Directors Spotlight pour Robert Zemeckis remis par l'American Film Institute
. Le film est ensuite distribué par TriStar et Sony Pictures Releasing le 1er novembre 2024 dans les salles américaines.

### Accueil critique
Le film reçoit des critiques divisées dans la presse américaine. Sur le site d'agrégation de critiques Rotten Tomatoes, le film obtient 35% d'avis favorables, pour 127 critiques et une note moyenne de 5⁄10. Le consensus suivant résumé les avis collectés : « S'il est réconfortant de voir le réalisateur Robert Zemeckis revenir à une narration humaniste, voici la vanité scénique et la surabondance de spectacle qui lui privent de résonance émotionnelle. » Sur le site Metacritic, qui utilise une moyenne pondérée, le film obtient la note de 40⁄100 pour 35 critiques.
En France, le site Allociné donne une moyenne de 3,6⁄5, d'après l'interprétation de 12 critiques de presse.

### Box-office
Aux États-Unis et au Canada, le film a fait ses débuts à 4,9 millions de dollars sur 2 647 salles, terminant à la cinquième place. Il a ensuite terminé huitième avec 2,4 millions de dollars lors de son deuxième week-end (une baisse de 51 %), avant de tomber du top 10 dans les semaines suivantes.

## Autour du film
Peu après le départ des parents de Richard en Floride, celui-ci se retrouve seul avec Margaret. À la télévision, débute un épisode de la série "CHiPs", dont le générique a été retravaillé par Alan Silvestri, également compositeur de Here.
Plusieurs scènes coupées, disponibles sur les éditions DVD et Blu-ray du film, montrent notamment un mammouth durant l’ère glaciaire et la destruction de la maison par une inondation due au changement climatique.